# ONE
ONE is een internationale campagne- en lobbyorganisatie die actief is op het terrein van armoedebestrijding en gezondheidszorg. De organisatie is non-profit en niet partijgebonden. ONE wil het publiek van de problematiek bewust maken en politieke leiders onder druk zetten om wenselijk geacht beleid en programma's te steunen. ONE doet niet aan fondsenwerving maar verzamelt publieke steun door middel van petities. Ook in Nederland is ONE actief met campagne- en lobbyactiviteiten. De organisatie wordt wereldwijd gesteund door vele politici en beroemdheden.

## Algemeen
ONE pleit voor het bereiken van de duurzameontwikkelingsdoelstellingen van de Verenigde Naties en voor beleid dat ten goede komt aan mensen die in extreme armoede leven over de hele wereld. De organisatie ondersteunt een breed scala aan internationale ontwikkelingskwesties, waaronder de strijd tegen behandelbare en te voorkomen ziekten zoals hiv, aids, malaria en tuberculose. Andere prioriteiten zijn toegang tot schoon water en uitgebreide toegang tot energie, vermindering van corruptie en verbetering van transparantienormen, en verantwoordingsplicht van de overheid aan burgers, eerlijkere handel, basisonderwijs voor iedereen en grotere budgetten voor ontwikkelingssamenwerking. ONE heeft zich als doel gesteld om extreme armoede en voorkombare ziektes uiterlijk in 2030 uit de wereld te helpen.

## Geschiedenis
ONE is opgericht door Ierse U2 muzikant Bono en Amerikaanse advocaat Bobby Shriver, tezamen met 11 organisaties: Bread for the World, CARE, DATA, International Medical Corps, International Rescue Committee, Mercy Corps, Oxfam Amerika, Plan USA, Save the Children Amerika, World Concern en World Vision .
De naam 'ONE' is geïnspireerd door de overtuiging dat één stem, samen met vele anderen - de politieke links en rechts, bedrijfsleiders, activisten, geloofsleiders en studenten - de wereld ten goede kan veranderen. Inmiddels heeft de organisatie meer dan 9 miljoen (niet-betalende) leden die de petities onderschrijven.

## Campagnes
Om haar lobbywerk te verrichten wil ONE aantonen dat de organisatie een achterban heeft. ONE voert wereldwijd campagnes op evenementen, festivals, scholen en op straat. Dit werk wordt met name gedaan door Jeugdambassadeurs. De ONE Jeugdambassadeurs ontmoeten politici, beleidsmakers en journalisten, en proberen hen ervan te overtuigen zich in te zetten voor een eerlijke wereld en een betere toekomst. Er zijn in totaal meer dan 300 Jeugdambassadeurs in Europa. ONE voert ook online en offline campagnes, en organiseert workshops en evenementen, om het publiek te mobiliseren. 
ONE wordt gesteund door politici en beroemdheden als Barack Obama, Robin Wright, Prinses Mabel, Ellen DeGeneres, Joe Jonas, Jessie J, Sigrid Kaag, Angelina Jolie, Bernie Sanders, Justin Timberlake, Rihanna, Lilianne Ploumen, Melinda Gates, P!nk, Ed Sheeran, U2, George Clooney, Shakira, Jamie Foxx, Emma Thompson, Oprah Winfrey en Elton John. Ook Alan Rickman en Nelson Mandela ondersteunden ONE. 
De bekendste en langstlopende campagne is Armoede is Seksistisch (Poverty is Sexist). Met deze campagne wordt aandacht gevraagd voor de sleutelpositie van vrouwen en meisjes in het armoedevraagstuk.